# Uganda nos Jogos Olímpicos de Verão de 1972
Uganda competiu nos Jogos Olímpicos de Verão de 1972 em Munique, Alemanha Ocidental.
A medalha de ouro de John Akii-Bua nos 400m com barreiras atraiu atenção internacional.

## Medalhas

### Ouro
- John Akii-Bua — Atletismo, 400m com barreiras masculino

### Prata
- Leo Rwabwogo — Boxe, Peso mosca

## Resultados por Evento

### Atletismo
100m masculino
- William Dralu
  - Primeira Eliminatória — 10.92s (→ não avançou)

1.500m masculino
- Vitus Ashaba
  - Eliminatória — 3:45.2 (→ não avançou)

Maratona masculina
- Fulgence Rwabu
  - Final — 2:57:04 (→ 59º lugar)

### Boxe
Peso Médio-ligeiro (– 71 kg)
- John Opio
  - Primeira rodada — Bye
  - Segunda rodada — Perdeu para Nayden Stanchev (BUL), 2:3

### Hóquei sobre a grama

#### Competição por Equipes Masculina
- Fase Preliminar (Grupo A)
  - Perdeu para Malásia (1-3)
  - Perdeu para França (1-3)
  - Perdeu para Paquistão (1-3)
  - Empatou com Argentina (0-0)
  - Empatou com Alemanha Ocidental (1-1)
  - Perdeu para Bélgica (0-2)
  - Empatou com Espanha (2-2)
- Partida de Classificação
  - 15º/16º lugar: Derrotou o México (4-1) → 15º lugar
- Elenco
  - Ajaip Singh Matharu
  - Ajit Singh
  - Amarjits Sandhu
  - Avtar Singh
  - Elly Kitamireke
  - George Moraes
  - Herbert Kajumba
  - Isaac Chirwa
  - Jagdish Singh Kapoor
  - Joseph Kagimu
  - Kuldip Singh
  - Malkit Singh
  - Paul Adiga
  - Polycarp Pereira
  - Rajinder Sandhu
  - Upkars Kapoor
  - Willie Lobo